# Diego Tello de Deza
Diego Tello de Deza (Sevilla, 9 de junio de 1523 - ibid, 13 de septiembre de 1579) eclesiástico español que fue oidor de la Chancillería de Granada, auditor de la Rota Romana, obispo de Canarias, Coria y Jaén. 

## Biografía
Hijo del doctor Nicolás Tello, del consejo de S. M. y caballero de la Orden de Santiago, y de Isabel Deza. Era sobrino nieto del que fue obispo de Jaén fray Diego de Deza, pues este era hermano de su abuela materna Ana. Estudió en la Universidad de Salamanca, admitido de colegial en el colegio del arzobispo Toledo por su fundador Alonso de Fonseca. Por deseo de Carlos V en junio de 1549 pasó a Roma como auditor de la Rota, donde permaneció hasta 1554; allí dejó escrito un tomo sobre Decisiones, que se conserva en la biblioteca del Vaticano.
El día de la Santísima Trinidad de 1579 se fundó el colegio de San Basilio de Baeza por los carmelitas descalzos San Juan de la Cruz y fray Antonio de Jesús, reforma que había comenzado en 1568.
Los achaques de salud cuando fue promovido para la diócesis le impidieron ir a Jaén delegó en los provisores Dr. Sánchez y Miguel González.